# 果し合い
『果し合い』（はたしあい）は、2015年11月7日に公開された藤沢周平の小説を原作とする、仲代達矢主演、杉田成道監督による時代劇映画であり、テレビドラマ。時代劇専門チャンネル、BSフジによる『藤沢周平 新ドラマシリーズ』の第1弾。ニューヨークフィルムフェスティバル、ドラマスペシャル部門では金賞を受賞した。

## 概要
もともとはBSスカパーでの放送用に製作されたものであるが、11月7日から銀座東劇にて1週間限定で上映され、BSスカパーでも放送された。その後第30回東京国際映画祭でも上映された。この作品の放送に併せて、スカパーの加入者が増加するなどの成功を収めたことから、2019年、今作とほぼ同じ製作陣、主演で『帰郷』が製作された。

## あらすじ
庄司家の部屋住みとして疎まれながら生きることを余儀なくされてきた、老いた武士の庄司佐之助は、唯一自分に親切にしてくれる、甥の娘の美也の幸せのため、老体に鞭を打って刀を取る。

## 出演者
- 仲代達矢 : 庄司佐之助
- 桜庭ななみ : 美也
- 徳永えり : 牧江
- 進藤健太郎 : 昔の庄司佐之助
- 高橋龍輝 : 縄手達之助
- 柳下大 : 松崎信次郎
- 松浦唯 : みち
- 矢島健一 : 黒川
- 益岡徹 : 庄司弥兵衞
- 原田美枝子 : 多津

## スタッフ
- 監督 - 杉田成道
- 企画 - 宮川朋之
- 製作 - 杉田成道、、秋永全徳、武田功、佐生哲雄、小牧次郎、足立弘平
- 脚本 - 小林政広
- 原作 - 藤沢周平 : 「時雨のあと」所収の「果し合い」
- 音楽 - 加古隆
- 撮影 -  浜名彰
- 製作 - 時代劇専門チャンネル、BSフジ、松竹株式会社